# Hartmut Neven
Hartmut Neven (Aachen, 1964) é um pesquisador que trabalha com computador quântico, visão computacional, robótica e neurociência computacional. É mais conhecido por seu trabalho em reconhecimento de faces e objetos e suas contribuições à aprendizagem automática quântica. É atualmente diretor de engenharia no Google, onde dirige o Laboratório de Inteligência Artificial Quântica.